# Marie Laurencin
Marie Laurencin (Parijs, 31 oktober 1883 – aldaar, 8 juni 1956) was een Franse figuratieve kunstschilderes, graveerster en illustratrice, die nauw verbonden was met het ontstaan van de moderne kunst. Als decorontwerpster voor neoklassieke balletvoorstellingen streefde zij ernaar om, net als haar bewonderaar Max Jacob, de verschillende disciplines in de kunsten te overstijgen. Zo schreef zij ook brieven en vrij vers-gedichten, die in haar creatieve proces onlosmakelijk verbonden waren met de manier waarop zij in haar schilderkunst uiting gaf aan haar grenzeloze fantasie.
De stijl van Marie Laurencin werd ook wel het nimfisme genoemd en overstijgt zowel het fauvisme als het kubisme. Samen met andere kunstenaars uit die tijd, zoals Georges Braque, Pablo Picasso, André Derain en Henri Matisse, was zij een van de pioniers van zowel het kubisme als het dadaïsme. In haar zeer eigen stijl, die bekritiseerd werd omdat hij te zoetelijk zou zijn, gebruikte zij pastelkleuren om terugkerende onderwerpen zoals sprookjesachtige dieren, bloemen en androgyne en onwerkelijk bleke jonge vrouwen te schilderen.
Hoewel zij zes jaar lang de partner was geweest van de dichter Guillaume Apollinaire, trouwde Flap, zoals haar eerste minnaar Henri-Pierre Roché haar noemde, uiteindelijk in 1914 met de Duitse schilder Otto de Waetjen. Omdat hij als pacifist weigerde om de wapens op te pakken tegen de Fransen, verloor zij haar nationaliteit toen de Eerste Wereldoorlog uitbrak, werden al haar bezittingen haar ontnomen en moest zij als balling naar Spanje vertrekken. Na haar scheiding vond zij tijdens het interbellum haar positie terug en zette zij haar liefdesrelatie met Nicole Groult voort, een onopvallende maar geen geheime verhouding die ongeveer veertig jaar zou duren. Als internationale persoonlijkheid portretteerde zij in die tijd beroemdheden uit heel Parijs. Tijdens de bezetting behield zij haar mondaine levensstijl en verzoende zij zich met haar Duitse vrienden, terwijl zij ondertussen ook Max Jacob hielp, haar metgezel in de esoterische leer. Het is haar echter niet gelukt om hem op tijd vrij te krijgen uit het interneringskamp Drancy; hij overleed daar op 5 maart 1944. Na de bevrijding werd zij in het kader van grootschalige zuiveringsacties op haar beurt in dit kamp geïnterneerd – zij ontsnapte ternauwernood aan het lot van de vrouwen die werden kaalgeschoren – totdat zij werd vrijgesproken en negen dagen later werd opgevangen door haar vriendin Marguerite Donnadieu.
Zowel haar leven als haar schilderwerk stonden weer even in de schijnwerpers toen de zanger Joe Dassin haar in 1975 noemde in zijn grootste succesnummer L’été indien. Terwijl zij op handen gedragen werd in Japan, werden haar werken in Frankrijk nauwelijks geëxposeerd, en pas in 2011 publiceerde Bertrand Meyer-Stabley een biografie over haar waarin hij de onbekende kanten van haar persoon verkent. In 2013 maakte het grote publiek eindelijk kennis met haar werk dankzij een tentoonstelling in Parijs.

## Biografie

### Jeugdjaren in Montmartre (1883-1904)

#### Onwettig kind (1883-1900)
Marie Mélanie Laurencin, geboren in 1883 in het 10e arrondissement van Parijs, was de dochter van Alfred Toulet (1830-1905), volksvertegenwoordiger namens de Union républicaine, en Pauline Mélanie Laurencin, een borduurster uit Normandië (Cotentin) die zich in 1879 in Parijs gevestigd had. Haar ouders waren niet gehuwd. Andere bronnen vermelden dat haar moeder een Creoolse afkomst had. Ze groeide op in het 10e arrondissement, eerst op nummer 63 van de rue de Chabrol, en daarna, vanaf haar negende, op nummer 51 van de boulevard de la Chapelle. Haar vader kwam regelmatig op bezoek bij Pauline (die 22 jaar jonger was dan hij) en zijn dochter en hij betaalde voor de kosten van het huishouden, maar wist niet dat hij haar vader was.
Marie Laurencin ging met onderbrekingen naar school bij de nonnen en vervolgens naar de middelbare school Lycée Lamartine, waar zij het Louvre en gymnastiek ontdekte. In 1901 deed zij daar haar eindexamen.

##### École de Sèvres en Académie Humbert (1901-1904)
Marie Laurencin ging in tegen de wens van haar moeder, die graag wilde dat zij onderwijzeres zou worden, en schreef zich voor drie jaar in bij de Ecole de Manufacture de Sèvres waar zij onder begeleiding van Pauline Lambert opgeleid zou worden tot porseleinschilder. In dat kader volgde ze tegelijkertijd tekenlessen bij Eugène Quignolot (1858-1918) die ’s avonds georganiseerd werden in het gemeentehuis van het 17e arrondissement (Batignolles) en waar zij dankzij Louis Jouas-Poutrel ook gravures leerde maken. Ze volgde bovendien lessen bij Madeleine Lemaire, een mondaine schilder en onafhankelijke vrouw die haar, in haar herenhuis op nummer 31 in de rue de Monceau, een kwasttechniek leerde die gebruikt werd voor het schilderen van bloemmotieven. Daarmee tekende ze motieven en figuren die haar moeder op zijde kopieerde en borduurde.
Na de zomervakantie van 1902 schreef zij zich ook nog in voor de middagsessies aan de Académie Humbert, op nummer 34 aan de boulevard de Clichy in Parijs. Deze lessen waren gratis toegankelijk voor vrouwen en stonden onder de supervisie, zij het op enige afstand, van Eugène Carrière. Daar zat zij in de klas met Francis Picabia, maar ook met Georges Lepape en Georges Braque. Deze twee vrienden werden haar eerste bewonderaars en zij stimuleerden haar om de kunstnijverheid links te laten liggen en zich te concentreren op de kunsten, ondanks de afkeuring van haar moeder. Als schilder van zelfportretten was zijzelf al haar eigen favoriete onderwerp.
Gedurende haar tijd aan de Académie Humbert flirtte ze met Georges Braque, maar hun relatie zou nooit serieuze vormen aannemen. Ze ging wel een amoureuze verhouding aan met een andere leerling, Yvonne Chastel, en deze relatie zou voortduren tijdens de eerste zeven jaar van Yvonne’s huwelijk met Jean-Joseph Crotti en haar buitenechtelijke verhouding met Marcel Duchamp. Marie Laurencin sloot haar laatste jaar aan l’École de Sèvres af in juni 1904 met een vierde ontwerp van een bord, dat weinig overtuigend was voor de kwaliteit die verwacht werd van een eenvoudige arbeidster, maar waar wel veel verbeelding uit sprak. Het lezen, in het geheim weliswaar, van Les Fleurs du Mal, en in het bijzonder van het gedicht Lesbos, inspireerde haar tot het schrijven van haar eerste gedichten. Na een eerste samenwerking met Pierre Louÿs tekende ze haar eerste aquatint. Twee jaar later zou zij in opdracht van deze illustere pleitbezorger van het saffisme gravures maken voor een heruitgave van zijn dichtbundel Chansons de Bilitis.

### Kennismaking met de avant-garde (1905-1913)

##### Zelfstandigheid dankzij Roché-Picasso (1905-1907)
Pas toen Marie Laurencin meerderjarig was, hoorde zij van haar moeder wie haar vader was, die op dat moment op sterven lag.
Zeven maanden na het overlijden van haar vader, in maart 1906, stelde Georges Braque Pierre Roché aan haar voor, die in het najaar van 1905 de eerste belangrijke verkoop van een doek van Pablo Picasso had beklonken. Deze agent, gespecialiseerd in ‘vrouwelijke kunst’, werd niet alleen de eerste verzamelaar van haar werk (hij kocht 140 doeken van haar), maar ook haar minnaar, hoewel hij haar al snel bedroog met Pansy Lamp, de echtgenote van de Engelse schilder Henry Lamb. Hij zou een trouwe zakenrelatie blijven van Marie Laurencin, die hij ‘Flap’ noemde. Gesteund door zijn opdrachtgever Jacques Doucet legde hij zich toe op de promotie van haar oeuvre. Hij stelde haar voor aan het gezelschap van het symbolistische tijdschrift Vers et prose, opgericht door Paul Fort, dat Jean Moréas, de opvolger van André Salmon, iedere dinsdag bijeen bracht in La Closerie des Lilas ter viering van het ‘mallarméaanse’ vrije vers. Daar ontmoette zij Pierre Mac Orlan en Roland Dorgelès.
In 1907 organiseerde Clovis Sagot, die Marie Laurencin drie jaar eerder had ontdekt aan de Académie Humbert, haar eerste tentoonstelling in zijn galerie op nummer 46 van de rue Laffitte in Parijs. In die galerie ontdekte Pablo Picasso haar. Hij liet haar zijn werken uit zijn blauwe en roze periode zien en zijn invloed was daarna duidelijk terug te zien zijn in haar studies uit die tijd. In het ateliercomplex le Bateau-Lavoir en de galerie van Berthe Weill - de eerste vrouwelijke galeriehouder in Parijs die Picasso in de collectie opnam - stelde hij Laurencin, die hij ‘Coco’ noemde, voor aan een groot aantal avant-gardisten: zijn buurman André Salmon, André Derain, Robert Delaunay, Kees van Dongen, Henri ‘Le Douanier’ Rousseau, die hij al 6 jaar geregeld zag, Max Jacob, gekrenkt in zijn affectie door de losbandigheid van de ambitieuze Laurencin, Maurice de Vlaminck, een fervent bewonderaar, Charles Dullin en Harry Baur. Dit gezelschap vertoonde zich regelmatig in de cafés van Montmartre. In het voorjaar nam zij voor het eerst deel aan de Salon des Indépendants, de kunstbeurs van onafhankelijke kunstenaars. Onder aanmoediging van Paul Fort presenteerde zij daar haar schilderij Fleurs dans un vase, naast haar mannelijke collega’s, al had zij het gevoel dat zij er niet bij hoorde.
Zij kreeg erkenning van haar collega’s voor de ‘fauvistische’ manier waarop zij zwarte lijnen zette en voor haar ‘orfische’ kleurenpalet van grijs-, blauw- en okertinten. Haar vroege stijl, die men kubistisch noemt al was het kubisme nog naar zichzelf op zoek, wordt terecht gezien als haar meest ambitieuze werk. Ondanks de neerbuigende houding tegenover vrouwelijke kunstenaars in die tijd, zelfs in de meest ruimdenkende kringen, was Laurencin volledig onderdeel van een zeer vruchtbare periode van het modernisme.

##### Leven als een ‘bohémien’ met Apollinaire

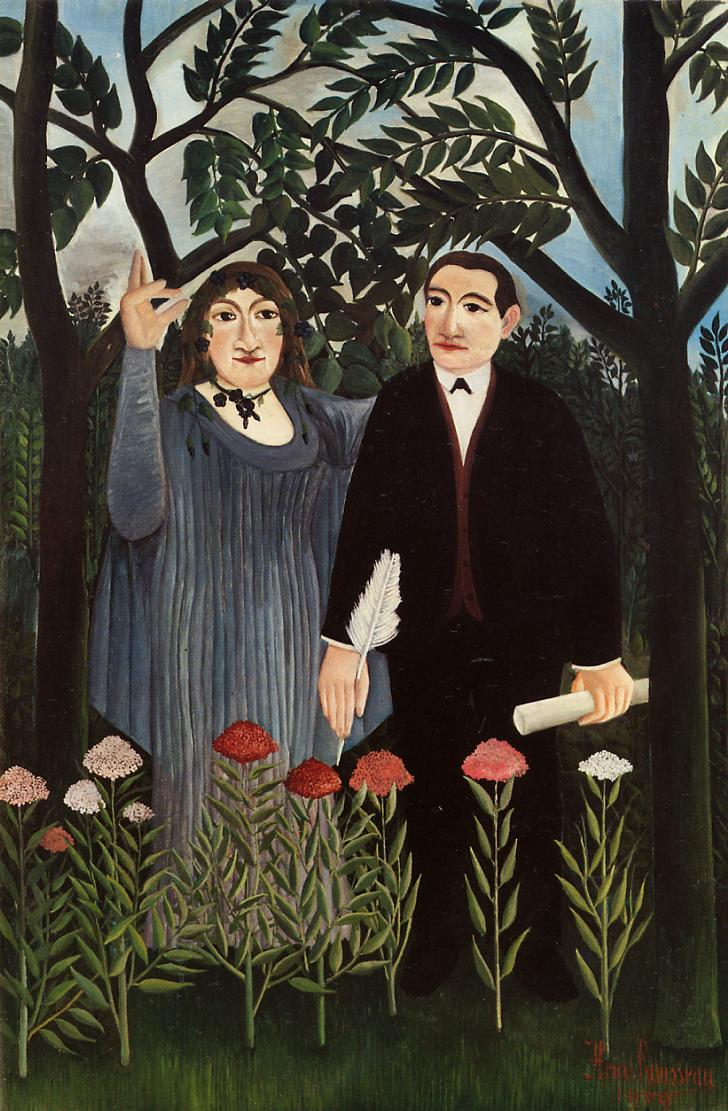
La Muse inspirant le Poète, 1909. Het koppel Laurencin-Apollinaire geschilderd door ‘Le Douanier’, Henri Rousseau (tweede versie met anjers), Kunstmuseum Basel. De schilder verdedigde zijn karikaturale tekening: een grootse dichter verdient een ‘stevige muze’.

In het begin van het voorjaar van 1907 verliet Marie Laurencin Pierre Roché voor Franz Hessel (‘Jules’). In haar relatie met ‘Jules’, net zoals met al haar toekomstige minnaars, bleef ze buitengewoon frigide, wat ze bovendien openlijk liet merken. In mei stelde Pablo Picasso Guillaume Apollinaire aan haar voor. Met hem, evenals zijzelf een kind van ongehuwde partners, kreeg Marie Laurencin in juli 1907 een relatie, terwijl ze allebei bij hun moeder bleven wonen. Tussen Fernande Olivier, op dat moment de partner van Picasso, en Marie Laurencin ontstond een blijvende vijandigheid. Op het moment dat het stel elkaar ontmoette, was Apollinaire de failliete directeur van het tijdschrift Soirées de Paris, dat gefinancierd werd door de barones Oettingen. Hij was toen nog een volstrekt onbekende aspirant schrijver die op 27-jarige leeftijd op de zak van zijn moeder leefde en met tijdelijke baantjes nauwelijks iets verdiende. Dankzij Marie Laurencin kon hij zijn interesse voor transgressie in de kunst voeden. Bovendien kon hij zijn relaties onderhouden, met Picasso, en met anderen uit het milieu waarin hij financiering vond voor zijn werk L’enchanteur pourrissant, en daarna ook voor zijn dichtbundel Le Bestiaire, waarin hij deels het wereldje van zijn partner beschreef. Uiteindelijk durfde hij ook een pornografisch literair werk te publiceren, alsmede L’Hérésiarque et cie., dat geselecteerd werd voor de Prix Goncourt in 1910. Marie Laurencin was een inspiratiebron voor veel van zijn gedichten, waaronder Marie, waarin hij haar haardos overdreven gevoelig vergelijkt met een schaap, en Le Pont Mirabeau, waarin hij refereert aan de ontrouw van het verlangen en de onvermijdelijke breuk.
Aan het einde van 1907 vereeuwigde Marie haar relatie met Apollinaire samen met het stel Picasso en Olivier in haar eerste grote schilderij, Groupe d’artistes, waarop ook de hond van Picasso, Fircka, staat. Dit werk, waarin zij net zoveel waarde hechtte aan de accessoires als aan de personages, was een hommage aan Henri ‘Le Douanier’ Rousseau en een manifest voor de nieuwe avant-gardebeweging, en toont een verontrustend en bevreemdend surrealisme.
De moeder van Guillaume Apollinaire, net als de moeder van Laurencin overigens, keurde de relatie af en belette het stel te trouwen. Aangezien de familie Laurencin een paar maanden later verhuisde naar Passy, naar de rue La Fontaine 32, verliet Wilhelm in oktober 1909 zijn jongenskamer op nummer 9 in de rue Léonien en betrok hij een woning in de buurt, op nummer 15 in de rue Gros. In januari 1910 verhuisde hij, gedwongen door de overstroming van de Seine in dat jaar, naar nummer 37.

##### De dame van het kubisme (1908-1910)
In november 1908 was Marie Laurencin aanwezig bij een diner ter ere van Henri ‘Le Douanier’ Rousseau in de Bateau-Lavoir. Gertrude Stein was daar ook en kocht daar het schilderij Groupe d’artistes, dat Laurencin in 1907 had geschilderd. Het was het eerste schilderij dat Marie Laurencin verkocht, maar de Amerikaanse kunstverzamelaarster vond haar schilderwerk te weinig modernistisch en te decoratief. Vanaf 1908, toen zij het portret van Jean Royère schilderde, voegde Marie Laurencin namelijk motieven van kronkelende lijnen en arabesken toe aan haar schilderijen, wat deed denken aan art nouveau.
In 1909 publiceerde Eugène Montfort in zijn tijdschrift in de rubriek over vrouwelijke auteurs twee gedichten die Marie Laurencin in haar jeugd had geschreven, Le Présent en Hier, c’est ce chapeau fané. In 1931 zou Francis Poulenc er muziek bij schrijven. De gedichten in deze rubriek waren ondertekend met de naam Louise Lalanne, een pseudoniem van Apollinaire. Tekstverklaring heeft niet kunnen uitsluiten dat Marie Laurencin mogelijk ook de auteur is geweest van een aantal kritieken die gepubliceerd zijn onder dit pseudoniem, noch kan gemeten worden wat de invloed van haar revisiewerk precies is geweest. Terwijl Apollinaire langzaamaan de belangrijkste promotor werd van het kubisme, bestudeerde Marie Laurencin deze stijl in het atelier dat Picasso, die inmiddels rijk was geworden, had ingericht in een groot burgerlijk appartement op place de Clichy, boulevard de Clichy nummer 11.
Pierre Roché stelde haar voor aan Wilhelm Uhde, aan de criticus Jos Hessel, die in Parijs verbleef, aan kunsthandelaren zoals Paul Cassirer en aan verzamelaars, waaronder de modeontwerper Paul Poiret. Deze laatste was wellicht degene die haar introduceerde in de mondaine en libertijnse kring van schrijvers uit de voorgaande generatie, die bijeen werden gebracht door Natalie Barney. In deze kring ontmoette zij Pierre Louÿs. Terwijl haar relatie (met Apollinaire) verslechterde, begon Marie in 1911 een relatie met Nicole Groult, de zus van Poiret, die nog lang zou duren.
Haar verhouding met Apollinaire, getekend door overmatig alcoholgebruik en geweld van de dichter, duurde tot juni 1912, maar wankelde al vanaf het moment dat hij wordt aangeklaagd voor medeplichtigheid aan heling in 1911. Toen hij na vijf dagen in de gevangenis uit zijn woning werd gezet, moesten Marie en haar moeder hem onderdak geven. Voor hem maakte zij een nieuwe versie van het doek Groupe d’artistes, dat Apollinaire et ses amis heet en één van haar beste doeken is. Hij heeft dat werk ook nog na hun breuk bij hem thuis gehouden. Na hun relatie schreef Apollinaire het verhaal Le poète assassiné (de vermoorde dichter).

##### Een feest van herkenning tussen fauvisme en kubisme (1911-1913)
In 1911 organiseerde Wilhelm Uhde een tweede expositie voor haar waar de aquarel Les Jeunes Filles voor 4000 frank werd verkocht aan Rolf de Maré. Dankzij deze recordverkoop kreeg ‘de nimf van Auteuil’ onmiddellijk erkenning van de Parijse beau monde en indirect ook in Duitsland. Pierre Roché zorgde ervoor dat Jacques Doucet twee van haar doeken kocht en stelde een aantal mannen aan haar voor: Hanns Heins Ewers, die zij portretteerde en die haar minnaar werd tijdens vakanties in de Provence in de zomer van 1911; Thankmar von Münchhausen, die de zomer daarop, ter viering van zijn 18e verjaardag, het stokje overnam in de badplaats Dinard in Bretagne; en Otto von Wätjen, de neef van Thankmar, die hem in 1913 opvolgde als haar minnaar.
Op 11 mei 1913 overleed Pauline Laurencin op 52-jarige leeftijd, in een ‘waas van gekte en wanhoop’. Marie brak op dat moment definitief met Guillaume Apollinaire, die een ‘te slechte dronk’ had. Hij was het jaar daarvoor in november al verhuisd naar het atelier van Robert Delaunay op 3 rue des Grands Augustins, omdat zij er genoeg van had gehad om voor hem te moeten zorgen.
Deze breuk droeg eraan bij dat zij zich losmaakte van het kubisme dat zij zelf had zien ontstaan. Hoewel zij nog altijd vol bewondering was voor deze beweging, voelde zij zich echter voorbijgestreefd door de bouwwerken van iemand als Maurice Princet. Zij negeerde het verwijt van critici dat haar werk te zoetelijk en te vrouwelijk zou zijn en koos ervoor om haar eigen stijl verder te ontwikkelen. In de galerie Barbazanges ontmoette zij een nieuwe vlam, de graveerder Jean Emile Laboureur, die aan haar gehecht zou blijven en het grootste deel van haar koperplaten zou maken. Hij had net een school geopend waar zij zich de grondbeginselen van het graveren eigen maakte. In een zaal aan de avenue d’Antin leerde Marie Laurencin ook schermen van André Dunoyer de Segonzac en Paul Poiret.
In 1913 schreef Pierre Roché haar tegelijkertijd in voor de catalogus van Paul Rosenberg, die haar werken al had geëxposeerd na de expositie van Wilhelm Uhde, en voor de catalogus van Alfred Flechtheim. Deze laatste betaalde in eerste instantie slechts 300 frank voor La Toilette des jeunes filles. Dankzij het contract dat gesloten werd met deze erfgenaam van een eigenaar van grote graansilo’s, die een galerie in Düsseldorf had, verdiende Marie al als jonge vrouw een fortuin. De werken van zogenaamde tweederangs schilders werden in Duitsland namelijk voor hogere prijzen verkocht, wat na de Eerste Wereldoorlog wel het driedubbele van de prijs in Parijs kon bedragen, omdat zij naast doeken van Picasso en Braque werden gehangen en daardoor in waarde stegen. Het werk van Marie Laurencin werd samen met de werken van de expressionisten van der Sturm tentoongesteld door Herwarth Walden, die tegelijkertijd de gedichten van Guillaume Apollinaire publiceerde. Zeven van haar doeken werden tentoongesteld op de Armory Show in New York waar Marcel Duchamp in opspraak kwam en alle aandacht opeiste. Sergueï Chtchoukine kocht twee van haar doeken die werden getoond bij een expositie van de kunstbeweging Ruiten Boer in Moskou.
Guillaume Apollinaire koos haar om het decembernummer van 1913 te illustreren van het mondaine tijdschrift Soirées de Paris, waarover de dichter de leiding toevertrouwd had gekregen van Serge Férat.
Arthur Cravan dreef de spot met haar in een opruiend artikel, dat berucht zou blijven omdat het zo vinnig was jegens kunstenaars in het algemeen.

#### Tristouse Ballerinette in ballingschap (1914 - 1920)

##### Madrid en Malaga (augustus 1914 – maart 1920)
Na een tweede avontuur met Pierre Roché trouwde Marie Laurencin op 21 juni 1914 met de baron Otto van Wätjen, die zij een jaar eerder had leren kennen in de artistieke kringen van Montparnasse, die zich ophielden in restaurants als Le Dôme en La Rotonde. Door dat huwelijk werd zij een Duitse en een barones, en kreeg zij recht op een jaarlijkse rente van 40.000 Duitse mark. Tijdens hun huwelijksreis in Hossegor werd het stel verrast door het uitbreken van de oorlog. Terwijl zij hun verstoorde wittebroodsweken voortzetten in Spanje, konden zij door hun Duitse nationaliteit niet terugkeren naar Parijs. Otto, die de wapens niet wilde oppakken tegen Frankrijk, weigerde om terug te gaan naar Duitsland. Marie Laurencin verloor, net als alle andere Frans-Duitse burgers, haar Franse nationaliteit.
Marie en Otto von Wätjen improviseerden hun verblijf in Madrid, in het hotel Sevilla aan de avenue Albares. Tijdens zijn ballingschap raakte Otto aan de drank, gaf hij de kunst op, bedroog hij Marie en werd hij gewelddadig. Marie had overigens haar briefwisseling met Apollinaire, die haar de bijnaam Tristouse Ballerinette (mistroostig danseresje) gaf, niet onderbroken, net als die met Pierre Roché, Jean Emile Laboureur, Louise Faure-Favier, Yvonne Crotte, en bovenal Nicole Groult.
De markiezin Cecilia de Madrazon introduceerde het stel Wätjen in de betere kringen van Madrid. Daar kwamen ze in november 1914 Diego Rivera tegen, die in het café de Pombo het gezelschap van Ramon Gomez de la Serna om zich heen had verzameld. Deze kring breidde zich uit met ballingen naargelang zij aankwamen: Alfonso Reyes en Jesus Acevado, vervolgens Tsugouharu Foujita en Kawashima Rüchiro, Jacques Lipchitz en Marie Blanchard, en uiteindelijk ook Sonia en Robert Delaunay. Voor deze mensen, die de lokale pers omschreef als anarchisten, was het heersende conformisme verstikkend en de kunsthandel was gekelderd door het bevriezen van geldstromen.
In het voorjaar van 1915 installeerde het stel zich in Málaga, eerst in de villa Carmen aan avenue de la Rosaleda, en vervolgens in de villa Bella Vista aan avenue Jorge de Silvela. Marie Laurencin vond er troost in de armen van haar vakantieliefde uit 1911, Hanns Heinz Ewers, die in dienst van het leger op doortocht was. Drie jaar eerder, na hun eerste romance, had deze wereldreiziger, die door de jaloerse Apollinaire denigrerend de Fopouet (faux poète) was genoemd, een theaterstuk voor haar geschreven, La Prodigieuse de Berlin, Das Wundermädchen von Berlin. Het stuk had hij ondertekend met Le Mouton Carnivore (het vleesetende schaap), een uitdrukking die door haar was bedacht en waarmee ze verwees naar haar opstandige karakter tijdens haar schooltijd.
Guillaume Apollinaire liet vanuit de loopgraven aan haar vragen of zij de bundel Le Médaillon toujours fermé wilde illustreren, waarin zeven gedichten stonden die zowel verwezen naar haar schilderkunst als hun liefde, waaronder het beroemde gedicht Adieu du cavalier.

##### Dada Barcelona (april 1916 – februari 1918)
In April 1916 verhuisde het koppel naar Barcelona, waar Josep Dalmau hen verwelkomde in de Dada-groep. Vanaf juli voegden ook Gabrielle Buffet en haar echtgenoot Francis Picabia zich bij hen. In augustus kwam Nicole Groult over uit Parijs, ondanks het geldgebrek en de eenzaamheid die de oorlog had veroorzaakt, om vakantie te vieren met haar liefste vriendin, terwijl haar inschikkelijke echtgenoot aan het front was.
Op aandrang van Marie Laurencin richtten Francis Picabia en Arthur Cravan in januari 1917 het tijdschrift 391 op, waar zij twee gedichten in publiceerde. Vervolgens kwamen Moïse Kisling en het echtpaar Delaunay naar Barcelona. In juli waren Gertrude Stein en haar partner Alice B. Toklas, de rayonistische kunstenaar Nathalie Gontcharova en haar man Michel Larionov, en Pablo Picasso aanwezig bij de vertoning van het ballet de Parade in het Liceo theater. Picasso praatte echter niet meer met Marie Laurencin, die hij zag als een deserteur van de kunst sinds haar breuk met Guillaume Apollinaire. Bovendien zouden de mensen waarmee zij omging doen vermoeden dat zij germanofiel zou zijn geweest. In datzelfde jaar verkocht haar trouwe vriend Pierre Roché, op diplomatieke missie in New York, het doek le Zèbre aan de advocaat John Quinn, die aan de wieg heeft gestaan van de Armory Show. Hij betaalde er vijfduizend franken voor, een fortuin in die tijd.

##### Een atelier in Madrid (maart 1918 – oktober 1919)
Begin maart 1918 ging het stel in op de uitnodiging om te verblijven in Madrid tegenover het Prado in een huis van Cécile de Madrazo. Marie Laurencin bracht de ene helft van haar tijd door met deze zowel mondaine als terughoudende figuur, die behoorde tot de hoge burgerij die tot de adelstand was verheven. Ze bezocht haar in haar majestueuze woning aan de calle de los Madrazo, aan de andere kant van het park van het museum. De andere helft van haar tijd bracht zij door met een Engelse collega-kunstenares, Nelly Harvey (1877 – 1961).
Cécile de Madrazo was de bron van inspiratie voor drie van haar schilderijen. Ze schilderde weinig, behalve voor haarzelf (in vijf jaar leverde ze vier bestellingen aan Léonce Rosenberg), maar ze bracht veel tijd door in het Prado, waar zij Velasquez, le Gréco en Goya bestudeerde, schilders die zij als haar enige voorbeelden zag. Ze ging ook door met het schrijven van poëzie doortrokken van obstinate melancholie, die zij samen met haar memoires tijdens de volgende oorlog zou publiceren.
In dat huis, waar zij een atelier had kunnen inrichten, vernam zij dat op 9 november 1918 Guillaume Apollinaire bij hem thuis zijn laatste adem had uitgeblazen, onder het doek dat zij in 1911 voor hem had geschilderd, Apollinaire et ses amis, het doek dat diezelfde vrienden tweeëneenhalf jaar eerder boven zijn bed in het militaire ziekenhuis Val de Grâce in Parijs hadden opgehangen. Als vrouw van een Duitser mocht zij direct na de oorlog niet teruggaan naar Frankrijk, dat nog in afwachting was van de uitvoeringsdecreten van de vredesverdragen. Het appartement van Apollinaire aan de rue La Fontaine, waar aan het begin van de oorlog beslag op was gelegd, werd door de staat verkocht.

##### Spartakistisch Duitsland (december 1919 – maart 1921)
Eind november 1919, na een reis die een maand duurde, van Genua via Milaan en Zürich naar Basel, en tijdens welke zij Alexander Archipenko en Rainer Maria Rilke leerde kennen, logeerde Marie Laurencin in Düsseldorf bij de moeder van haar man, Clara Vautier. Haar schoonfamilie, die haar geen enkele genegenheid toonde, was geruïneerd door de stakingen die kort na de wapenstilstand waren begonnen en die opgevolgd werden door de Ruhropstand. In Parijs, waar de vrede was weergekeerd, hervatte Pierre Roché zijn verkoopactiviteiten en hij verkocht één van haar schilderijen aan André Gide.
In december kwam zij Max Ernst tegen in het kunstmuseum in Düsseldorf en ze zou zich tevergeefs inspannen om een visum voor hem te bemachtigen. Ter ere van het zo ellendige lot dat haar ten deel was gevallen, maakte hij van de vrouw die na ‘onze lieve dame van het kubisme’ genoemd te zijn de ‘dame van de Dada’ had kunnen worden, een soort portret in de vorm van een metronoom op een tank. Het portret heette Adieu mon beau pays de Marie Laurencin en was bedoeld voor de omslag van de revue van Tristan Tzara, Dadaglobe. De publicatie zou uiteindelijk nooit verschijnen.
Om schot te brengen in haar eigen situatie, bracht ze in 1920 de maand april door in Parijs, waar zij overnachtte in huize Groult. Op 15 april bracht Georges Auric haar in contact met de jonge diplomaat Paul Morand, die in 1918 haar buurman was geweest in Madrid, om stappen te ondernemen om opnieuw de Franse nationaliteit te verkrijgen. Dat lukte dankzij de handigheid van de ambassadesecretaris Jean Giraudoux, die tijdens de oorlog doeken voor haar had verstuurd.
Terwijl hun huwelijk totaal ontwricht was, vertrok zij met haar man naar München, waarvandaan zij meerdere keren op reis ging met haar minnaar van voor de oorlog, Thankmar de Münchhausen, vervolgens met Yvonne Chastel, die terug was gekomen uit Buenos Aires, en daarna met het echtpaar Fernet. Vervolgens verkocht ze, nog altijd dankzij de bemiddeling van Pierre Roché, nog zes van haar werken aan John Quinn, miljonair uit New York, waaronder La Femme cheval en Princesse P…, een zelfportret waarin P verwijst naar haarzelf als aristocratische ‘putain’. Dankzij deze transactie kon zij op 25 juli 1921 scheiden van haar man zonder aanspraak te maken op een toelage. Tijdens het interbellum nam zij weer contact op met haar ex-man, omdat zij wist dat hij terug in Parijs aan lager wal was geraakt, en ondersteunde hem financieel. Dit zou ze ook doen voor Fernande Olivier, ondanks haar ondankbaarheid. Na haar scheiding van Otto van Wätjen trouwde zij nooit meer.

#### De roerige jaren 20 en art deco (1921-1929)

##### Nimfisme en het mondaine leven (1921-1923)
Op 15 april 1921, ze was toen 38 jaar oud en financieel zelfstandig, kwam Mademoiselle Marie Laurencin definitief terug naar Parijs, waar ze in acht jaar tijd drie keer van adres zou veranderen. In 1923 verhuisde ze van een tweekamerappartement op de vijfde étage op 19 rue de Penthièvre, verhuurd door Jean Emile Laboureur en gedecoreerd door André Groult, naar een driekamerappartement op twee verdiepingen in de rue José-Maria-de-Heredia. Vervolgens betrok zij in 1927 een woning op 16 rue de Vaugirard in Montparnasse. Daar begon zij, vastberaden en onafhankelijk, een zeer succesvolle carrière als gescheiden vrouwelijke schilder. Ze brak met de kunsthandelaar Paul Guillaume en ging een nieuw contract aan met Paul Rosenberg. Aangezien hij voor vijftig procent belanghebbende was van Franz Hessel, vroeg Paul Rosenberg alleen commissie over de verkoop van haar olieverfdoeken, en liet hij de volledige opbrengst van de verkoop van haar andere werken – gravures, aquarellen, tekeningen, inclusief portretten – aan zijn gemachtigde. Hij zorgde ervoor dat zij naast Picasso, Braque, Léger en Matisse werd geëxposeerd en dat de bestellingen toenamen. De expositie die de galeriehouder organiseerde vanaf 4 maart 1921 was een mondain en langverwacht evenement met veel positieve media-aandacht. Jean Cocteau had Marie Laurencin al in 1918 gepresenteerd als de patriottische belofte van de zege van de ’bon ton’. Marie Laurencin waakte er echter voor niet te worden opgeslokt door propagandabewegingen die de intellectuelen in veelvoud deden ontstaan, een houding die toen al het vraagstuk blootlegde van de verantwoordelijkheid van de kunstenaar.
Zij toonde openlijk haar lesbische relatie met Nicole Groult, die haar had gekozen als de peetmoeder van haar oudste dochter. De Spaanse schrijver Ramón noemde deze relatie, als zijnde een artistieke daad, nimfistisch.
In het voorjaar van 1922 werd Marie Laurencin met maagkanker opgenomen in het ziekenhuis. Tijdens de operatie werd ook haar baarmoeder weggehaald. Voor haar herstel ontving haar ex-man haar op het familielandgoed van de Waetjen in het Duiste Altenrode. In september ontmoette zij daar de pianist Carl Friedberg en zijn vrouw, de zangeres Gerda Friedberg. Voor de Duitse markt was zij nog steeds contractueel verbonden aan de galerie Flechtheim, die tegen die tijd ook filialen had in Keulen, Frankfurt, Wenen en Berlijn.
René Gimpel stelde haar in die periode voor aan zijn neefje, de kunsthandelaar Armand Lowengard, die tot 1939 een trouwe vriend zou blijven en op haar zaken zou letten. Voor haar Piramus zou ze in 1925 een buitenhuis kopen in Champrosay.
In 1923 maakte Man Ray in Parijs verschillende fotoportretten van haar.

##### Decoratrice, illustratrice, portrettiste
In 1923, inmiddels aan de betere hand, ontwierp Marie Laurencin behang voor André Groult, die in de schaduw leefde van het grote succes van het modehuis van zijn vrouw. Rond half december kwam ze, in gezelschap van Jean Giraudoux en Gaston Gallimard, Pablo Picasso weer tegen bij de begrafenis van Raymond Radiguet.
Als salonportrettiste van de beau monde van Parijs in de roerige jaren twintig, leefde Marie Laurencin een sociaal en luxueus leven. Hoewel portretten voor haar lucratieve klussen waren en voor haar modellen een modeproduct, maakte ze van deze verplichte oefening geen lofzang op de sociale positie, van man of vrouw, die het in de klassieke periode wel was geweest. Integendeel, terwijl ze zover ging dat ze haar klanten uitmaakte voor ‘poires’, ‘smoelen’, ook al waren ze haar vrienden, schilderde ze niet zozeer de sociale illusie en de fysieke verschijning van de modellen, maar meer het masker dat zij op mondaine dansfeesten graag opzetten. Zo lukt het haar om iets in het schilderij te vangen dat tijdens de feesten verborgen bleef, zozeer zelfs dat het wel eens gebeurde dat men zich als het personage Laurencin verkleedde.
Als modernist was Laurencin op zoek naar een manier om de schilderkunst te ontstijgen en maakte zij zich opzettelijk los van de gemeenschap van schilders naarmate ze nauwere en productievere banden kreeg met talloze dichters en schrijvers. Zo illustreerde zij het werk van André Gide, Paul Morand, Jacques de Lacretelle, Max Jacob, Saint-John Perse, haar beschermeling Marcel Jouhandeau, Jean Cocteau, Raymond Radiguet, Jean Paulhan, René Crevel, Valery Larbaud en Albert Flamant. En ze was in meer en mindere mate bevriend met onder anderen Jean Giraudoux, Julien Green, Léon Bailby, Francis Jammes, Antoine de Morceuf, Philip de László, Reynaldo Hahn, Marcelle Auclair, Jean Prévost, James Joyce – deze laatste drie werden vertegenwoordigd door Adrienne Monnier – en Sylvia Beach. Ze zou 80 uitgaven illustreren, waaronder een aantal werken van Somerset Maugham, haar buurman tijdens haar vakanties in Biot, en Lewis Carroll.
Vanuit dezelfde modernistische benadering waarbij men zocht naar manieren om de schilderkunst te verbinden met muziek en dans, werkte zij tegelijkertijd echter ook als ontwerpster van theatergordijnen, decors en kostuums voor het balletgezelschap Ballets Russes, voor de voorstelling Les Soirées de Paris van Étienne de Beaumont, voor de Opéra-comique, en voor het prestigieuze theater de Comédie-Française. In het seizoen van 1924 werd de balletvoorstelling Les Biches ontvangen als een pamflet voor het modernisme. Bronislava Nijinska had de voorstelling grotendeels ontwikkeld rondom Laurencin’s decorideeën en de componist Francis Poulenc had zich direct laten inspireren door de sensualiteit van Laurencin’s poëtische gedachtewereld.

##### Toegang tot het Parijse "tableau" (1924-1929)
In 1924 startte Marie Laurencin een samenwerking met Alexandra Exter in het vrije atelier dat Fernand Léger had geopend in het huis van Amédée Ozenfant. Dit atelier, dat kunstenaars vanuit de hele wereld ontving, was een proeftuin voor het purisme en een school voor de moderne kunst.
In 1925 werd haar werk aan de zijde van André Groult bij het decoreren van de zitkamer van l’Ambassadrice in het kader van de Exposition des arts décoratifs in Parijs beschouwd als ‘het ideaal van de Franse smaak’. Alfred Flechtheim organiseerde een overzichtstentoonstelling van haar werk in zijn galerie in Berlijn.
De inspiratie van Laurencin vertaalde zich in een verfijnde schilderstijl met een vloeiender en lieflijker kleurenpalet, waarin compositie en vormen in toenemende mate werden gesimplificeerd, wat typerend is voor een zekere terugkeer naar het classisisme van de Art deco. Zij stelde de sierlijke pose van haar modellen voorop en versierde hen naar eigen fantasie met veren of parels.
Marcel Jouhandeau publiceerde in 1928 haar biografie, die zij zelf illustreerde. In dat jaar kocht ze een appartement op de bovenste verdieping in een prestigieuze wijk vlak bij de Champ-de-Mars, rue Savorgnan-de-Brazza 1. Op 2 juni 1929 ging zij er wonen.

### Beroemd en berucht (1930-1944)

##### De apotheose van de jaren dertig
Na de Grote Depressie werden kunstkopers zeldzamer. In 1930 haalde de schilderes Marie-Anne Camax-Zoegger met hulp van Clémentine-Hélène Dufau haar over om deel te nemen aan de nieuwe kunstbeurs voor Vrouwelijke Moderne Kunstenaars, die zij aan het begin van het jaar daarop zou openen in het Theâtre Pigalle. Camax-Zoegger wilde zich distantiëren van de kunstbeurs voor vrouwelijke schilders en beeldhouwers, die georganiseerd werd door de vakvereniging van vrouwelijke schilders en beeldhouwers, waarvan zij desalniettemin twee jaar lang de voorzitter van was geweest. Laurencin’s deelname aan deze nieuwe jaarlijkse expositie, die nauwelijks gevolgd werd door de mannelijke kunstcritici, maar ondersteund werd door de overheid en de kunstautoriteiten uit die tijd, overtuigde ook vele andere kunstenaars om deel te nemen, waaronder Suzanne Valadon, Irène Lagut, Hélène Pedriat en Tamara de Lempicka. Onder de circa vijftig exposanten waren er in eerste instantie velen die terughoudend waren ten aanzien van het label ‘schilderes’. Hoewel zij erkende dat Franse vrouwen moeite hadden om toe te treden tot het publieke leven, liet Marie Laurencin zich er toch niet op voorstaan feministe te zijn.
Het tijdschrift Vu verkoos haar als een van de drie beroemdste Françaises. Ze stelde een origineel werk samen voor de cover van Vogue in april 1931 et illustreerde de productie van de hoedemaakster Rose Descat. In 1932 verbond zij zich aan haar leraar van voor de Eerste Wereldoorlog, Jean Emile Laboureur, en een aangetrouwde nicht van Jeanne Bonaparte, Philippe de Villeneuve, om les te geven in een kunstacademie in de wijk Chaillot, in de straat villa Malakoff. Die ervaring zou drie jaar duren. Ook later bleef zij les geven, om in haar levensonderhoud te kunnen voorzien, aanvullend aan haar schilderwerk.
In 1933 werd Alfred Flechtheim, haar vertegenwoordiger in Duitsland, onteigend van al zijn bezittingen en hij werd gedwongen te vluchten voor het naziregime.
Marie Laurencin had mensen van geld niet hoog zitten, een houding die nooit ver verwijderd was van het ‘christelijk anti-judaïsme en sociaal-antisemitisme’, dat eigen was aan de traditie van de hogere burgerij waar zij toe was gaan behoren. Midden in de periode van het Front populaire, het Volksfront, liet zij zich er echter op voorstaan van luxe te houden. Onder de intellectuelen, die het eerst oneens waren over de Russische revolutie en vervolgens over de invasie van Ethiopië en de burgeroorlog in Spanje, waren er enkelen, onder leiding van Aragon, die haar verweten een artistieke visie te hebben die ver verwijderd was van enig engagement. Terwijl in de Sovjet-Unie de surrealisten op een zwarte lijst waren gezet, raakte de zelfmoord van René Crevel, die twee jaar eerder uit de Communistische Partij was gezet, haar diep en dat bracht haar ertoe zich terug te trekken: ‘Esprit des poètes, habitez ma maison!’ (‘Geest van de dichters, bewoon mijn huis!’).
Op 30 juli 1935 ontving zij de hoogste nationale onderscheiding, het Légion d’honneur, en twee jaar laten werden in het kader van de Wereldtentoonstelling zestien van haar doeken als nationale trots gepresenteerd in het Petit Palais, te midden van de meesters van de onafhankelijke kunst.
Doordat haar gezondheid verslechterde, misschien door een zeer onregelmatig eetpatroon of de nasleep van haar operatie, moest zij een kuur ondergaan in Bagnoles-de-l’Orne, waar ze in het Grand Hôtel zou verblijven. Ze haalde een kort avontuur uit 1925 onder het stof vandaan door een geheime relatie aan te gaan met Georges Denis, de oud-secretaris-generaal van L’Intransigeant, een blad dat voorheen nog kritieken van Apollinaire publiceerde. Hij was de oprichter van de sportrubriek, die Match89 heette, en hij scheidde in 1938 van de actrice Alice Delysia, naar het lijkt tijdens de affaire met Marie Laurencin.
Hoewel ze gevleid was door de uitnodiging, weigerde ze – ter afkeuring van de Jodenvervolging van de nazi’s – in december 1938 om naar de welkomstreceptie van Von Ribbentrop te gaan, de Duitse minister van buitenlandse zaken, die op bezoek was in Parijs. In mei 1940 belandde ze in Les Moutiers-en-Retz aan de Atlantische kunst, in het klooster van de Dochters van Liefde, vooruitlopend op de massale uittocht van de Parijzenaren. Op verzoek van de burgemeester van Pornic schilderde zij op kruizen de namen van Britse soldaten die Saint-Nazaire hadden verdedigd en wier lichamen op het strand waren aangespoeld. In juni was het de beurt aan haar vertegenwoordiger in Frankrijk, Paul Rosenberg, om te vluchten voor de dreiging van de nazi's. Begin september koos ze er uit patriottisme voor om terug te keren naar Parijs.

##### Patriottisme en antisemitisme (september 1941 – mei 1942)
Na de nederlaag van Frankrijk pakte het koppel Laurencin-Groult het mondaine leven weer op. Hoewel Marie Laurencin zich open opstelde tegenover bepaalde Duitse intellectuelen, had zij een afkeer van het imperialisme van Hitler.
Marie Laurencin zag oude Duitse kennissen terug in het uniform van de bezetter: Arno Breker en zijn vrouw Mimina, Franz Wolff Metternich, Karl Epting. In het gezelschap van deze laatste woonde zij muzikale avonden bij in het Goethe-instituut in Parijs. Hij stelde zijn assistent aan haar voor, luitenant Gerhard Heller, die eerder in Parijs had gestudeerd en professor in de filosofie was geworden aan de universiteit van Heidelberg en met wie zij meerdere keren dineerde. Ter bevordering van de goede verstandhouding tussen Frankrijk en Duitsland, organiseerde Heller in oktober 1941 de reisjes naar Berlijn, die haar mannelijke collega’s en bevriende schrijvers maakten. Zij tekende de omslag van het eerste nummer van de nieuwe serie Lectures 4097. Dit tijdschrift werd uitgegeven door Denoël, een uitgeverij die ondersteund werd door Gerhard Heller en onder andere de toespraken van Hitler publiceerde, maar tegelijkertijd ook werk van joodse en linkse schrijvers.
Ze liet haar gezicht zien in chique restaurants zoals La Tour d'argent, Larue, Lapérouse en Le Grand Véfour. Net zoals de meeste kunstenaars die niet vervolgd werden vanwege hun afkomst of hun communistisch of antifascistisch engagement, keurde zij de eliminatie niet goed die werd uitgedragen door het blad Je suis partout, waarvan zij de directeur, Robert Brasillach, niettemin regelmatig zag. Zij stemde echter wel stilzwijgend in met de pro-Duitse culturele politiek die de ambassadeur Otto Abetz op had gezet. Hij was getrouwd met een Française en verzette zich zowel tegen het extremisme van zijn opdrachtgever als tegen dat van zijn Franse adviseurs bij de Duitse militaire censuur. In deze tijden van schaarste zorgde Abetz ervoor dat arische kunstenaars aan werk kwamen.
Terwijl het Vichy-regime de rassenwetten uitwerkte, gaf zij in privésferen blijk van een antisemitisme dat vergoelijkt werd door de conservatieven van die tijd, al veroordeelde zij tegelijkertijd duidelijk de vervolgingen van de nazi’s. Joden noemde zij zo nu en dan ‘youpins’ of ‘sales juifs’ en zij verweet hen dat ‘wij de diepe afkeer moeten verdragen van deze mensen die niet weten wat ze willen, al sinds de Bijbel!’. Vanuit een zekere christelijke overtuiging van die tijd, die Sanhedrin ervan beschuldigde Jezus te hebben uitgeleverd, nam zij Joden ook kwalijk dat zij ‘nooit hun ongelijk kunnen bekennen, in tegenstelling tot Ariërs’. In lijn met de propaganda van Pétain, verweet zij het echtpaar Groult dat zij de bombardementen van de Engelsen op 3 maart 1942 steunden die vele dodelijke slachtoffers maakten.

##### Nuances onder een regime in verval (juni 1942 – december 1943)
Toen zij op 7 juni 1942 het restaurant Maxim's verliet, waar de Parijse beau monde zeven maanden eerder had gezien hoe Albert Speer haar ostentatief begroette, schrok zij van de aanblik van mensen die de Jodenster droegen. In dat jaar publiceerde zij onder de titel Le Carnet des nuits een vertelling gebaseerd op haar jeugdherinneringen, die zowel surrealistisch als buitengewoon direct was, en waarin zij zichzelf omschrijft als een ‘carnivoor schaap’, een monster met een engelachtige verschijning. Ze stelde pakketten samen voor Max Jacob, die de oorlog doorkwam in zijn abdij in Saint-Benoît-sur-Loire, en zij schreef hem innige brieven.
Onder de vooraanstaande figuren die voor haar in de rij stonden, vroegen ook Jean Paulhan (die in het geheim opstandige schrijvers wierf voor de uitgeverij Les Éditions de Minuit) en Paul Éluard (terug uit het geheime verzet) haar om hen te portretteren. Zij reageerde net zo hartelijk op de verzoeken van Marcel Arland als op die van Robert Desnos en leverde illustraties aan zowel het kunsttijdschrift Comœdia als aan de krant Aujourd’hui, verbonden aan het Vichy-regime. Ze koos haar modellen uit kandidaten die werk nodig hadden of die ondergedoken zaten, en ze betaalde hen ruimhartig.
Op 27 mei 1943 ontsnapten haar werken, die aangekocht waren door de staat, aan de autodafe, toen talloze doeken van kubisten en surrealisten die als ontaard werden bestempeld, zoals Miró, Valadon, Klee of zelfs Picasso, vernietigd werden. Op 19 juli werden haar gestolen schilderijen, samen met werken van andere moderne kunstenaars, door de ERR – het interventieteam van rijksleider Rosenberg – bijeen gebracht in de Salle des martyrs van het Jeu de Paume in Parijs en vervolgens door bemiddeling van Zwitserland als ruilmiddel gebruikt bij de aanschaf van collecties van klassieke of impressionistische werken.
Jean Cocteau, die als ‘onwenselijk’ was gecategoriseerd door het regime, deed opnieuw een beroep op haar talent als decoratrice voor de eerste balletvoorstellingen van Roland Petit. Op 13 november ontving ze Ernst Jünger bij haar thuis, die zich voor de gelegenheid in ceremonieel tenue had gestoken en met wie zij al twee keer eerder had geluncht, en kreeg zij toestemming om in december te exposeren in de Leicester galleries in Londen.

##### De uitzetting, bevrijding en arrestatie (1944)
Toen haar oude vriend Max Jacob op 28 februari 1944 in het interneringskamp Drancy terecht kwam, tekende Marie Laurencin een petitie voor zijn vrijlating en nam zij persoonlijk contact op met de Duitse ambassade. Ze durfde echter niets meer te ondernemen toen, op grond van het bevel van 10 mei 1943, beslag werd gelegd op haar appartement in de rue Savorgnan-de-Brazza. Omdat het te groot was voor twee mensen, kwam er een slagersfamilie te wonen die rijk was geworden dankzij de zwarte handel. Ze verbleef vervolgens tijdelijk bij de librettist Etienne de Beaumont en zijn echtgenote in een vrijstaand huisje op de binnenplaats van het statige herenhuis Hôtel de Masseran en ze zou pas weer toegang krijgen tot haar appartement dankzij een rechtszaak die zij won op 19 maart 1955. Van 7 tot 30 maart 1944 exposeerde zij in de galerie Sagot.
Op 1 augustus 1944 selecteerde Hermann Göring 28 van haar doeken in het Jeu de Paume en zij werden met een groot aantal andere werken in een trein naar Nikolsburg geladen. Rose Valland sloeg alarm en dankzij haar werden ze met de collectie van Paul Rosenberg op 27 augustus ternauwernood onderschept op het station van Aulnay-sous-Bois door de luitenant Alexander Rosenberg.
Na de bevrijding, op 8 september 1944, werd zij bij haar thuis aangehouden in het kader van zuiveringsacties onder de bevolking. Dezelfde avond nog werd ze geïnterneerd in het kamp Drancy, daar waar zes maanden eerder haar vriend Max Jacob was gestorven. Daar kwam ze Betty tegen, de echtgenote van Ramon Fernandez, die kaal was geschoren. Aan het einde van een verhoor op 17 september werden alle aanklachten ingetrokken en de twee vrouwen worden vrijgelaten zonder dat ook maar één document bewaard is gebleven, op de inschrijving in het kampregister en de invrijheidsstelling na. Het was Marguerite Duras – het pseudoniem van Marguerite Donnadieu – die haar die avond nog opving. Hoewel zij ongeschonden leek, was zij wel degelijk getraumatiseerd en ze zou er nooit een woord over zeggen.
In de eerste weken die volgden, werd haar naam door de Franse beweging van krijgsgevangenen en gedeporteerden verbonden aan de organisatie van een week van voorstellingen in meerdere theaters in Parijs, waarvan de opbrengst ging naar de uitgave van een gids voor gedeporteerden, bevrijde soldaten en hun weduwes. Zij verzorgde het omslag voor het programmaboekje van de voorstelling die op 31 december in de opera van Parijs opgevoerd werd.

#### Een teruggetrokken en vrome oude dag (1945 – 1956)

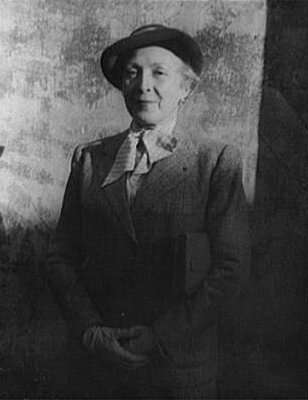
Laurencin in 1949, foto Carl Van Vechten

In 1945 vroeg Le Figaro, waar François Mauriac op dat moment hoofdredacteur was, haar om de cover van de bijlage over mode te ontwerpen. In 1947 ging zij in retraite in het benedictinessenklooster in Meudon, en het jaar daarop in het nonnenklooster van Saint Vincent de Paul in Moutiers, waar ze al eerder, in de zomer van 1940, was geweest.
Marie Laurencin illustreerde voor Philippe de Rothschild het wijnetiket van de Château Mouton Rothschild 1948. Naarmate zij ouder werd, verslechterde haar zicht en haar artistieke interesse verlegde zich, ondanks een aantal exposities en bezoeken van buitenlandse journalisten, van de schilderkunst naar nieuwe kunstbewegingen. De schilderijen die zij nog maakte, werden slechts gezien als middelmatige kopieën van haar vroegere werk. Desondanks bleef zij, in het atelier dat zij huurde op nummer 15 van rue Vaneau, het enige atelier dat zij ooit voor zichzelf zou hebben, in haar vertrouwde kleurenpalet een bepaald tijdloos droombeeld van de vrouw sublimeren. In deze laatste fase produceerde zij nog een aantal meesterwerken.
In het voorjaar van 1951 ontving ze Marguerite Yourcenar met haar partner, Grace Frick, bij haar thuis tijdens een van haar promotietours. In 1952 ging ze nog twee keer in retraite, in de abdij Saint-Benoît-sur-Loire in de voetsporen van Max Jacob, en vervolgens in de abdij van Limon bij dezelfde benedictinessen die zich in Vauhallan hadden gevestigd. Haar ontmoeting met moeder-overste Geneviève Gallois, die schilderde, drukte een stempel op dit laatste verblijf.
In de lente van 1953 werd zij, net als Rose Adler, tot tranen toe geroerd door de raakheid van de vertelling van Henri-Pierre Roché, die zijn tijdloze jeugd beschrijft in de roman Jules et Jim en die hij haar toestuurde: ‘We zijn oud geworden, maar het gevoel blijft.’
Op 2 juni 1954 adopteerde ze op aanraden van Marcel Jouhandeau de dochter van een werkster die ze vanaf 1925 in dienst had genomen en die haar op 49-jarige leeftijd als gouvernante met toewijding bleef ondersteunen. In haar testament liet zij haar bezittingen na aan de vrouw die vanaf dan Suzanne Moreau-Laurencin zou heten en die mogelijk ook de minnares was van Laurencin. Zij wees de stichting voor de weeskinderen van Auteuil aan als rechthebbende en Micheline Sincliare, die in Frankrijk de erfgenaam was van haar vertegenwoordiger Paul Rosenberg, als universeel erfgenaam.
In de nacht van 8 juni 1956 overleed Marie Laurencin op 72-jarige leeftijd aan een hartaanval, bij haar thuis in het appartement in de rue Savorgnan-de-Brazza in het 7e arrondissement. Haar begrafenis vond naar haar wens plaats in de kerk Saint-Pierre-du-Gros-Caillou waar het Dies Irae werd gespeeld, wat haar moeder altijd voor haar had gezongen. Zij werd begraven op Père-Lachaise (88e divisie), in een witte jurk, met een roos in de hand en de liefdesbrieven van Guillaume Apollinaire, die bijna 38 jaar eerder een aantal meter verder begraven was (86e divisie), op haar borst.

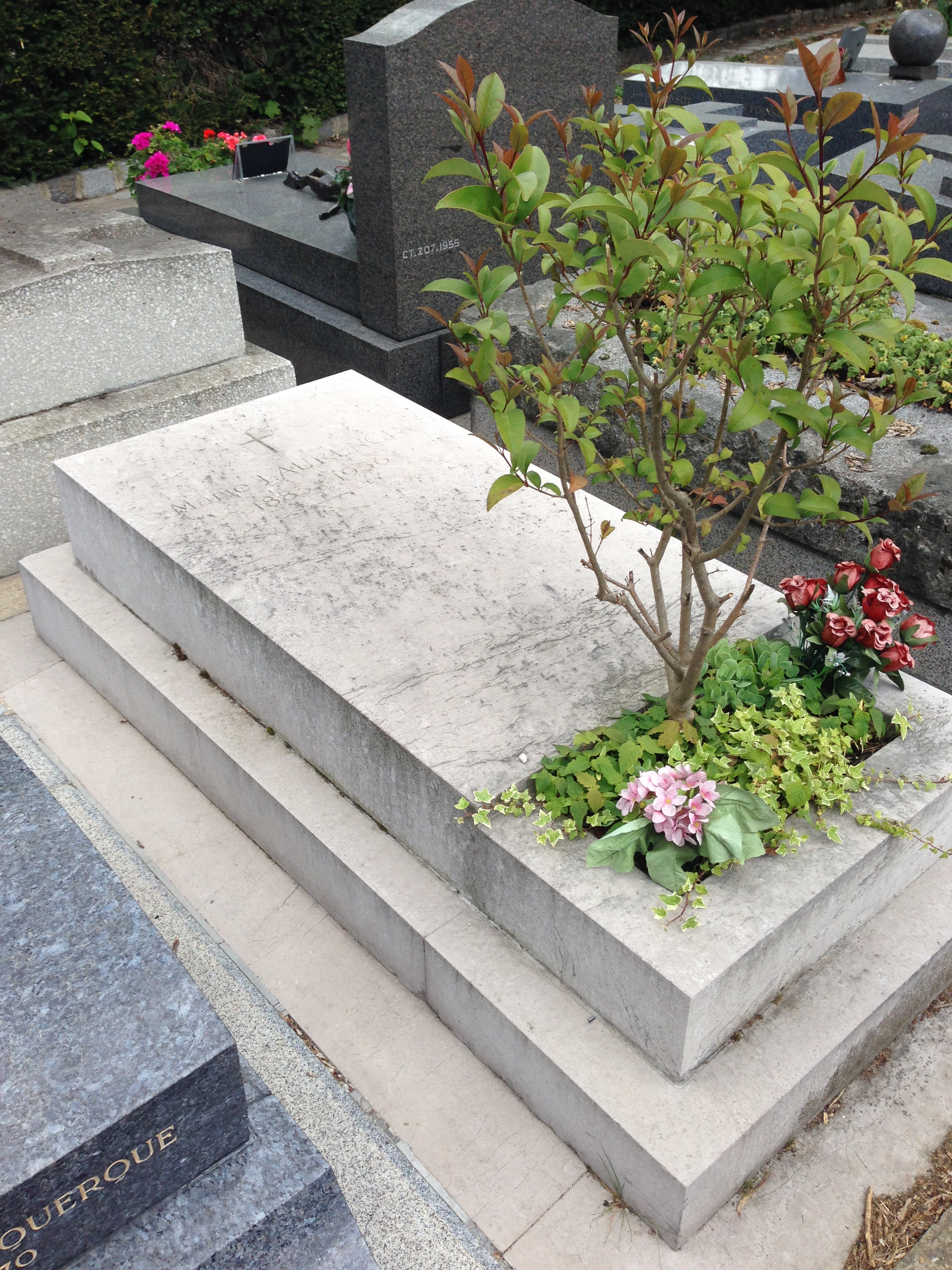
Het graf van Laurencin

## Na haar overlijden en nalatenschap

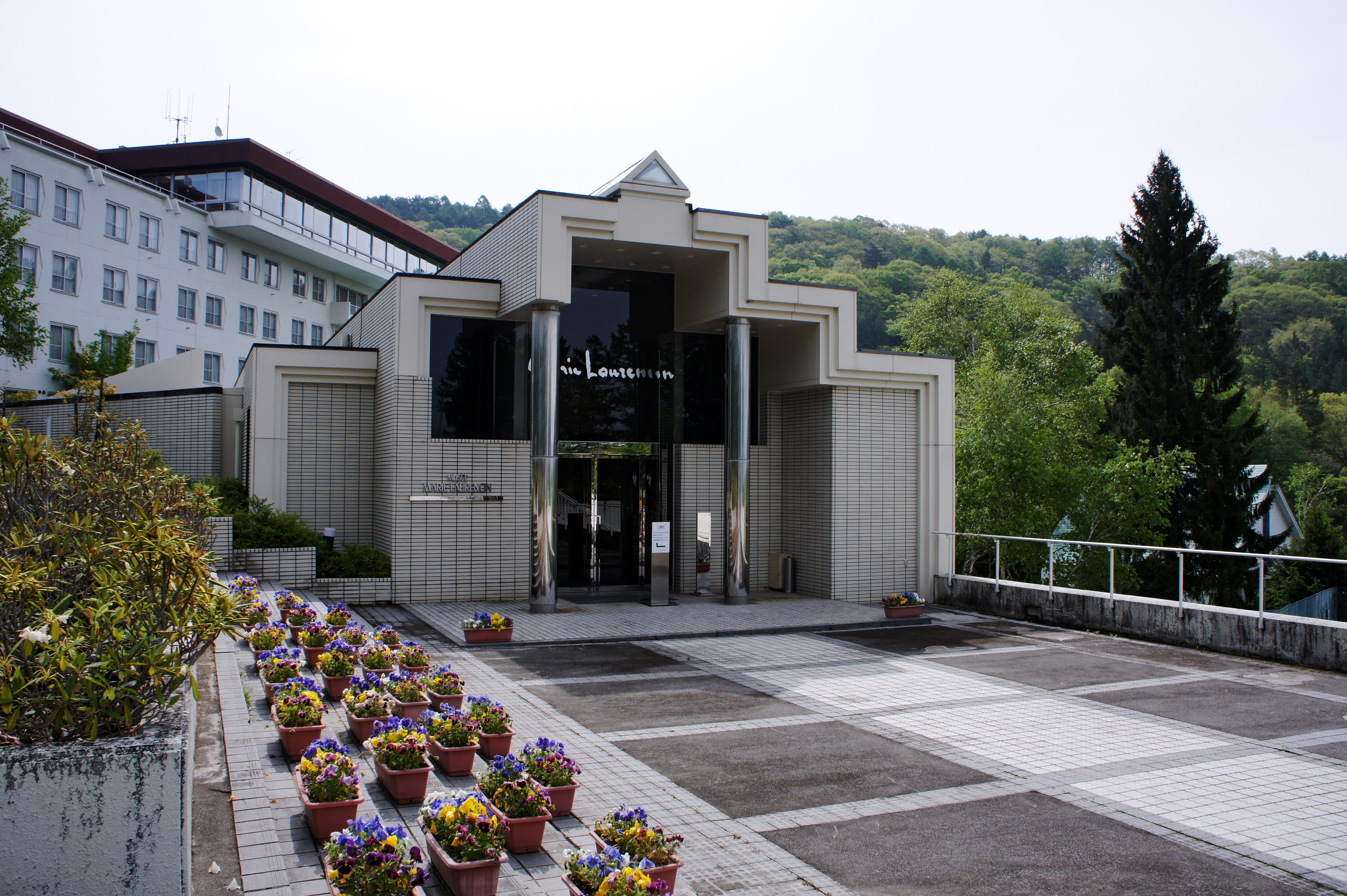
Het opgeheven Laurencin museum in 2011

In navolging van Marcel Jouhandeau eerde ook Jean Paulhan haar door één van haar zeer mysterieuze teksten te publiceren in het tijdschrift La Nouvelle Revue Française (NRF) en door een aantal fragmenten uit haar briefwisselingen te publiceren. Na het overlijden van Suzanne Moreau-Laurencin in 1979 werden haar manuscripten en persoonlijke archieven door de veilingmeester in bewaring gegeven aan de bibliotheek Jacques Doucet, waar zij al voor de Eerste Wereldoorlog lid van was geweest. Het jaar daarna werd de collectie tijdens een veiling verkocht aan de industrieel Masahiro Takano en vervolgens in 1983 verzameld in het Marie Laurencin Museum. Het museum lag oorspronkelijk in Nagano maar werd in 2011 gesloten. In 2017 werd het heropend in Tokyo, na een retrospectieve expositie in Parijs, Musée Marmottan. Het museum heeft rond de 600 werken van Laurencin. Zo kreeg zij na haar dood grote naamsbekendheid in Japan, waar men zeer ontvankelijk was voor het samengaan van het modernisme met een traditie van vergankelijke lichtheid.
Het Nederlandse Kröller-Müller museum heeft een schilderij van haar, aangeschaft door Mw. Kröller-Muller. Museum Boijmans Van Beuningen heeft een lithografie.

## Werk en stijl
In eerste instantie schilderde Laurencin in een sombere stijl. Later werd haar palet lichter en zachter. Laurencin schilderde veel portretten, onder andere kreeg ze opdracht van Coco Chanel, die echter niet tevreden was met het resultaat. Maar ze schilderde ook vrouwenfiguren die zij afbeeldt als bleke schepsels met donkere, melancholische, ogen, vaak deels ontkleedt. Als motieven gebruikt ze bloemen, vogels, honden en gitaren. Gitaren zijn ook een thema in de kubistische werken van Picasso. De contouren zijn zacht net als de kleuren: pastelversies van blauw, roze en groen.
Zij maakte naast schilderijen ook vele illustraties en decorontwerpen.